# Gilbert Fioriti
Gilbert Fioriti (né le 6 mai 1936 à Terville en Moselle et mort le 21 juillet 2016 à Thionville) est un footballeur français, qui évoluait au poste de défenseur central.

## Biographie
Gilbert Fioriti joue deux matchs en Division 1 avec les Girondins de Bordeaux. Il joue également près de 200 matchs en Division 2 avec les équipes de Béziers et Boulogne.
Il est quart de finaliste de la Coupe de France en 1962 avec l'AS Béziers.